# فیر پلی (میزوری)
فیر پلی (به انگلیسی: Fair Play) یک شهر در ایالات متحده آمریکا است که در شهرستان پالک، میزوری واقع شده‌است. فیر پلی ۱٫۰۶ کیلومتر مربع مساحت و ۴۷۵ نفر جمعیت دارد و ۲۹۹ متر بالاتر از سطح دریا واقع شده‌است.